# Force of Arms
 Force of Arms és una pel·lícula estatunidenca dirigida per Michael Curtiz i estrenada el 1951.

## Argument
Durant el desembarcament a la costa del sud d'Itàlia, l'hivern del 1943, un sergent estatunidenc s'enamora al front de guerra.

## Repartiment
- William Holden: Sergent Joe 'Pete' Peterson
- Nancy Olson: Tinent Eleanor MacKay
- Frank Lovejoy: Major Blackford
- Gene Evans: Sergent Smiley 'Mac' McFee
- Dick Wesson: Kleiner
- Paul Picerni: Sheridan
- Katherine Warren: Major Waldron
- Ross Ford: Hooker
- Ron Hagerthy: Minto
- Argentina Brunetti: Signora Maduvalli
- Philip Carey: Sergent Fred Miller